# Larry Kusche

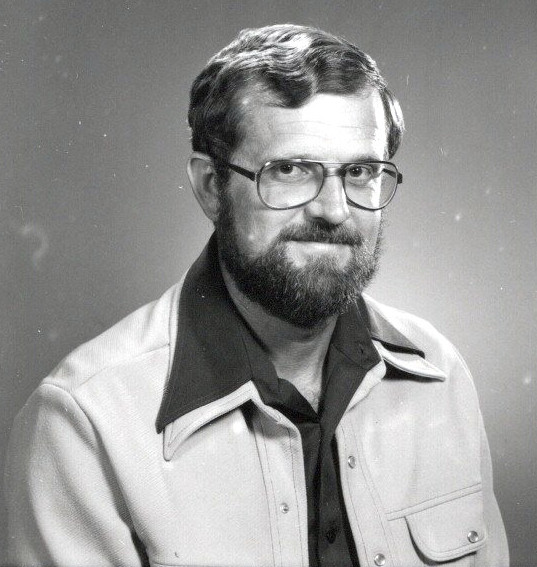
Retrato de Larry Kusche, 1975.

Lawrence David Kusche (n. 1 de noviembre de 1940) es un piloto y ensayista estadounidense. Era piloto comercial, instructor de vuelo, piloto valorador de instrumentos, instructor de instrumentos y bibliotecario cuando escribió The Bermuda Triangle Mystery - Solved (El misterio de triángulo de las bermudas resuelto) (ISBN 0-87975-971-2) (1975) y The Disappearance of Flight 19, 1980. (La desaparición del vuelo 19)
Larry Kusche nació en Racine, Wisconsin y creció en Phoenix, Arizona. A principios de la década de 1970 se empezó a interesar por el misterio del Triángulo de las Bermudas mientras trabajaba como bibliotecario en su ciudad natal, cuestionándo numerosas afirmaciones hechas con anterioridad sobre el Triángulo. Esto hizo que comenzara a recopilar información de fuentes muy diversas. Cuando empezó su investigación para el primer libro, afirmó que pensaba que el Triángulo era realmente un misterio, pero su investigación le convenció de que prácticamente todo los incidentes habían sido causados por tormentas o accidentes, otros habían ocurrido fuera del Triángulo y, otros tantos, no se tenían pruebas de que hubieran tenido lugar. Llegó a la conclusión de que el Triángulo era un "misterio manufacturado," el resultado de malas investigaciones e informes e, incluso, de la falsificación deliberada de los hechos.
Kusche escribió The Disappearance of Flight 19 después de estudiar detalladamente el informe resultante de la investigación llevada a cabo por la Marina, entrevistar a muchos miembros de la misma que estuvieron presentes y realizar él mismo la ruta aérea de los torpederos. En ese momento, se decía que los cinco aviones desaparecidos habían sido víctima de las misteriosas fuerzas del Triángulo. Kusche explicó por qué, en su opinión, el avión que lideraba al grupo pensaba erróneamente que se encontraba en los Cayos de Florida, por qué el piloto dijo que su brújula fallaba y por qué los restos no habrían sido encontrados aún.
Después de publicar sus libros, Kusche se convirtió en un miembro del CSI (Committee for Skeptical Inquiry).
Larry Kusche también es autor de Larry Kusche's Popcorn Cookery (1977), un libro de cocina en el que se detallan numerosas recetas para hacer palomitas de maíz.